# امباتوریا
امباتوریا (به انگلیسی: Ambaturai) یک منطقهٔ مسکونی در هند است که در تامیل نادو واقع شده‌است.